# 四龙镇
四龙镇，是中华人民共和国甘肃省白银市白银区下辖的一个乡镇级行政单位。

## 行政区划
四龙镇下辖以下地区：
永兴村、金山村、民乐村、四龙村、梁庄村、永丰村、双合村和民勤村。